# Campylium tenerum
Campylium tenerum là một loài Rêu trong họ Amblystegiaceae. Loài này được (Broth.) N. Nishim. mô tả khoa học đầu tiên năm 1985.